# Joanna Zemanek

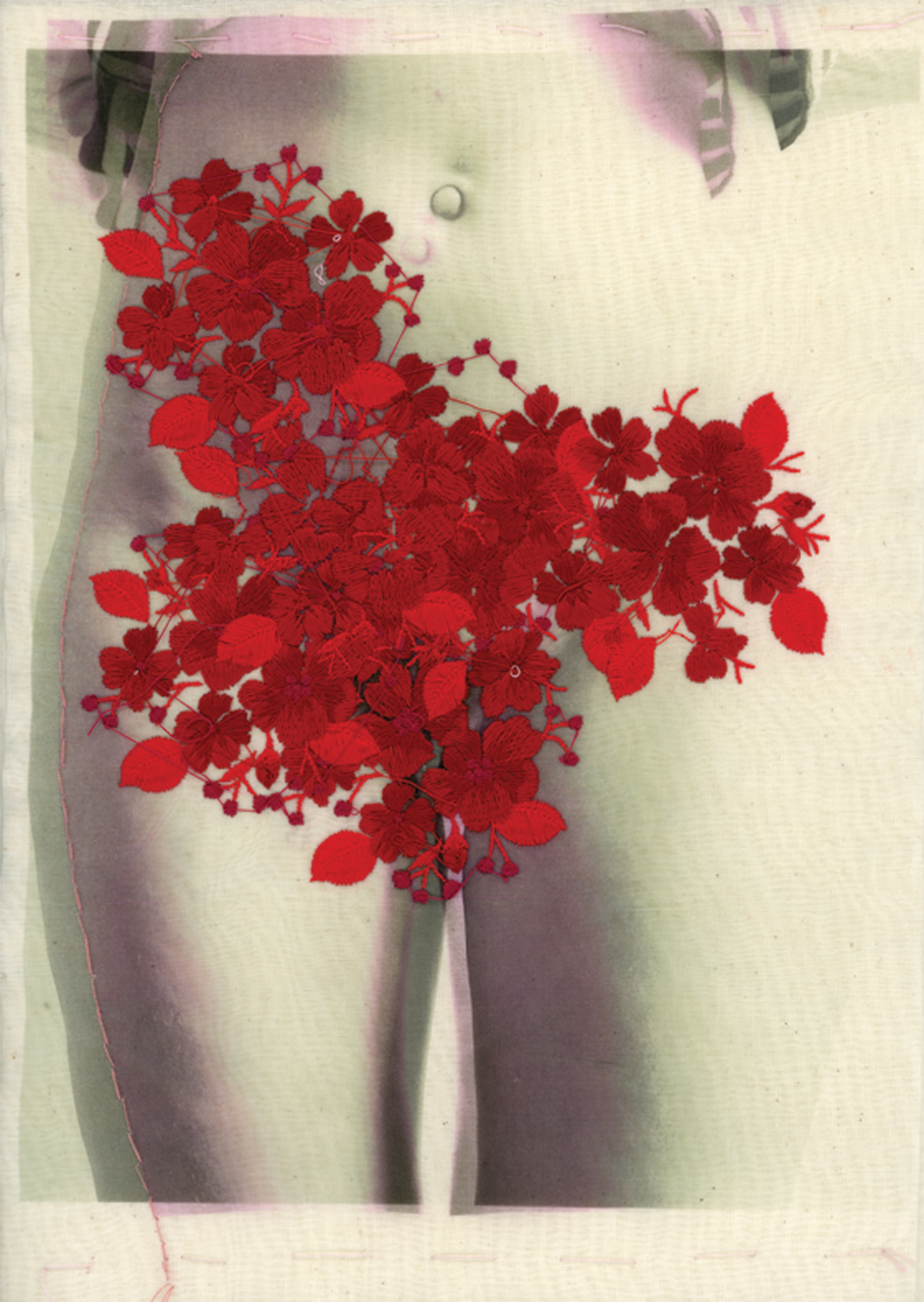
Z cyklu „Łono natury” (2016–2019)

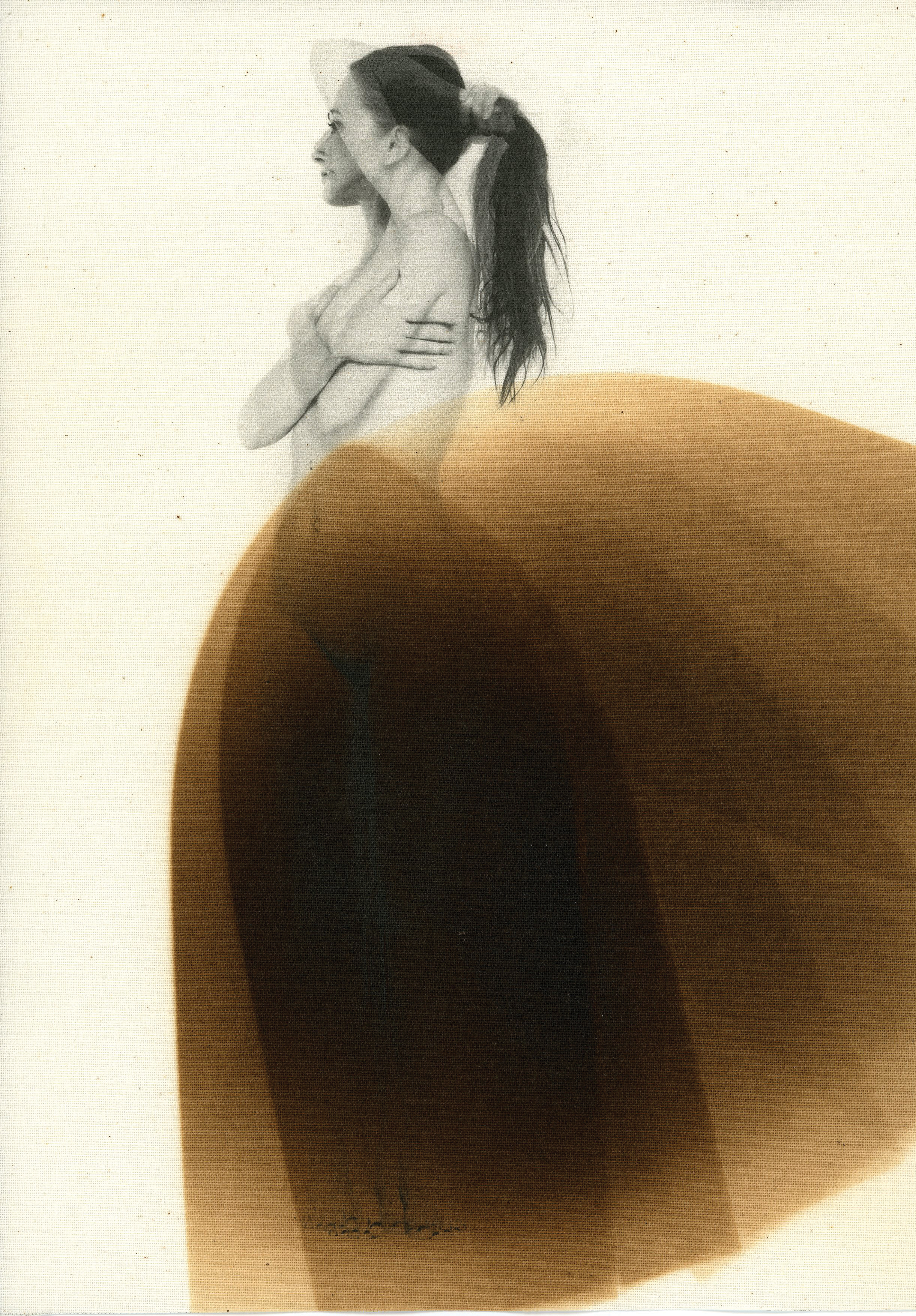
Z cyklu „Wedding dress” (2015–2019)

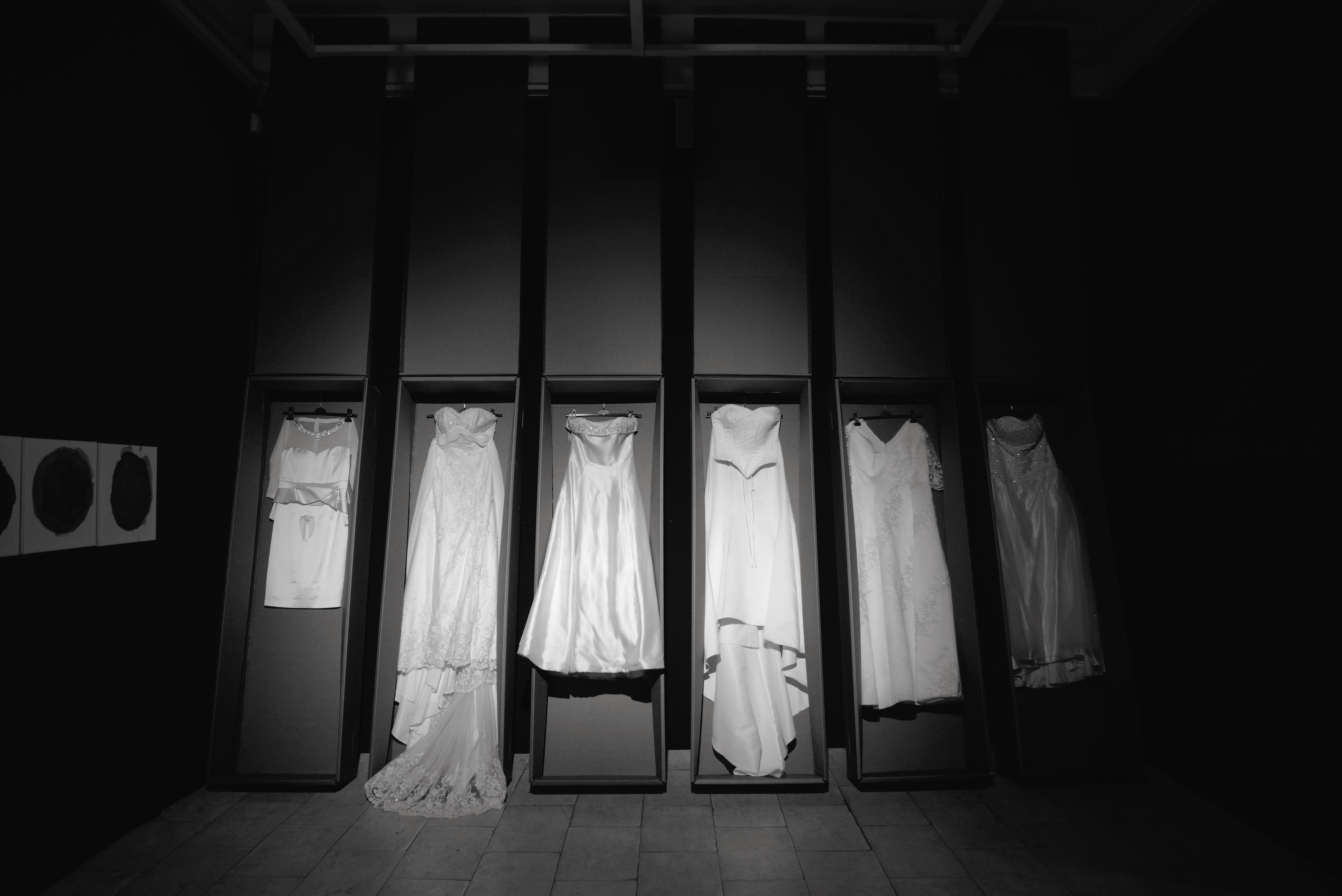
Instalacja „Popiół i Diamenty”

Joanna Maria Zemanek (ur. 1979 w Łękach k. Oświęcimia) – polska artystka interdyscyplinarna, scenografka, kostiumografka, kuratorka wystaw, wykładowczyni w Akademii Sztuk Pięknych w Krakowie.
Uprawia malarstwo, rysunek i scenografię, zajmuje się tkaniną artystyczną, tworzy obiekty, instalacje, wideo.

## Życiorys
W 2005 roku ukończyła studia na Wydziale Malarstwa Akademii Sztuk Pięknych im. Jana Matejki w Krakowie. Dyplom realizowała w Pracowni Tkaniny Artystycznej i w Pracowni Malarstwa. W latach 2005–2018 była asystentką, a później adiunktką w Pracowni Tkaniny Artystycznej prof. Lilli Kulki. W latach 2001–2003 była studentką Instytutu Historii Sztuki Uniwersytetu Jagiellońskiego. W latach 2009–2017 była asystentką na kierunku wzornictwo w Wyższej Szkole Technicznej w Katowicach. Aktualnie profesor uczelniana w Katedrze Rysunku w macierzystej uczelni.
W 2018 roku uzyskała habilitację w dyscyplinie sztuk pięknych.
W 2021 odznaczona Srebrnym Krzyżem Zasługi.

## Nagrody
- 2019 – Wyróżnienie na XIX Festiwalu Dramaturgii Współczesnej w Zabrzu za scenografię i kostiumy do spektaklu „Miłość od ostatniego wejrzenia” (reżyseria Iwona Kempa, Teatr Dramatyczny m.st. Warszawy)
- 2018 – Nagroda Wyszehradzka przyznana podczas Textile Art of Today – Międzynarodowego Triennale Tkaniny Artystycznej Państw Grupy Wyszehradzkiej
- 2016 – Nagroda Muzeum Historycznego w Bielsku-Białej podczas przeglądu Textile Art of Today
- 2015 – Nagroda Instytutu Polskiego w Bratysławie przyznana podczas Textile Art of Today – Międzynarodowego Triennale Tkaniny Artystycznej Państw Grupy Wyszehradzkiej
- 2013 – Nagroda Fundacji AKAPI za najlepszy debiut na Międzynarodowym Triennale Tkaniny

## Realizacje scenograficzne
- 2018 – „Miłość od ostatniego wejrzenia” Vedrana Rudan, reż. Iwona Kempa[5], Teatr Dramatyczny m.st. Warszawy
- 2019 – „Kobiety objaśniają mi świat”, reż. Iwona Kempa[6], Teatr Nowy w Krakowie
- 2019 – „Fatalista” Tadeusz Słobodzianek, reż. Wojciech Urbański[7], Teatr Dramatyczny m.st. Warszawy
- 2019 – „I że Cię nie opuszczę” Gerard Watkins, reż. Aldona Figura[8], Teatr Dramatyczny m.st. Warszawy
- 2020 – „Protest” Vaclav Havel, reż. Aldona Figura[9] Teatr Dramatyczny m.st. Warszawy
- 2021 – „Spóźnione odwiedziny” Jordan Tannahill, reż. Iwona Kempa[10] Teatr im. Juliusza Słowackiego w Krakowie
- 2021 – „Fatalista. Singerowska historia w V aktach” Tadeusz Słobodzianek, reż. Wojciech Urbański[11] Teatr Dramatyczny m.st. Warszawy
- 2021 – „Kruk z Tower” Andriej Iwanow, reż. Aldona Figura[12] Teatr Dramatyczny m.st. Warszawy
- 2021 – „Czarownice. Wszystkich nas nie spalicie” reż. Iwona Kempa[13] Teatr Nowy w Krakowie
- 2022 – „Pułapka” Tadeusz Różewicz, reż. Wojciech Urbański[14] Teatr Dramatyczny m.st. Warszawy
- 2022 – „Szklarnia” Jordan Tannahill[15], reż. Iwona Kempa http://tcn.at.edu.pl/ Teatr Collegium Nobilium
- 2022 – „To wiem na pewno” Andrew Bovell, reż. Iwona Kempa[16], Teatr Ateneum w Warszawie

## Wystawy

### Wystawy indywidualne
- 2022 – „Tatort”[17], Miejska Galeria Sztuki w Łodzi
- 2019 – „Lekcje s(ż)ycia”[18], Galeria MBWA Leszno
- 2019 – „Popiół i Diamenty”, Galeria Teatru Dramatycznego m.st. Warszawy
- 2018 – „Matters / Sprawy”, Muzeum Historyczne w Bielsku-Białej, Galeria Stara Fabryka
- 2016 – „Epizod” Oświęcimskie Centrum Kultury[19]
- 2016 – „ERROR OCCURRED/ WYSTĄPIŁ BŁĄD”[20], Galeria Instytutu Polskiego w Bratysławie, Galeria Wydziału Malarstwa Akademii Sztuk Pięknych w Krakowie im. Jana Matejki, Galeria Sztuki w Legnicy

### Wybrane wystawy zbiorowe

#### 2013
- 14. Międzynarodowe Triennale Tkaniny w Łodzi Centralne Muzeum Włókiennictwa[21], Łódź
- 10. Ogólnopolska Wystawa Miniatury Tkackiej, Centralne Muzeum Włókiennictwa w Łodzi
- 9. Międzynarodowe Nadbałtyckie Triennale Miniatury Tkackiej, Gdynia
- Międzynarodowe warsztaty artystyczne – XIII Łemkowskie Jeruzalem – The Warhol Effect
- „TETRAMATYKA”, Audio Visual Art Festival, Muzeum Idei, Lwów, Ukraina

#### 2014
- „Exercise”, Lwowska Narodowa Galeria Sztuki im. B.G. Woźnickiego, Zamek Żółkiewski, Lwów, Ukraina
- „Exercise”, Centre for Creative Practices[22], Dublin, Irlandia
- „Exercise”, James Howe Gallery[23], Kean University, New Jersey
- 3. Bielski Festiwal Sztuk Wizualnych, Galeria Bielska BWA; Muzeum Historyczne Miasta Bielsko-Biała
- „FOTO-OBIEKT”, Galeria Propaganda[24], podczas festiwalu Warsaw Photo Days
- Międzynarodowe warsztaty artystyczne – XIV Łemkowskie Jeruzalem – Notatnik ze świata

#### 2015
- „Exercise”, Platan Galeria es Latarka[25], Budapeszt, Węgry
- „Repetition”, PIASA – The Polish Institute of Arts and Sciences of America[26], Nowy Jork
- „PAGINA a Black and White”, Exhibition Celebrating the Printed Page Antica Libreria Cascianelli, Rzym, School of Visual Arts, Nowy Jork
- Międzynarodowe warsztaty artystyczne – XV Łemkowskie Jeruzalem – Autoportret potrójny

#### 2016
- WRO 2015 Test Exposure, Międzynarodowe Biennale Sztuki Mediów[27], Biblioteka Uniwersytecka we Wrocławiu
- 1. Przegląd Tkaniny Unikatowej 20 × 20
- Międzynarodowe warsztaty artystyczne – XVI Łemkowskie Jeruzalem – „Peryferie”, Legnicka Galeria Sztuki
- 11. Ogólnopolska Wystawa Miniatury Tkackiej, Łódź, Centralne Muzeum Włókiennictwa w Łodzi
- 13. Ogólnopolska Wystawa Tkaniny Unikatowej, Łódź, Centralne Muzeum Włókiennictwa w Łodzi

#### 2017
- TEXTILE ART OF TODAY 2015–2017 – Międzynarodowy przegląd współczesnych tendencji w tkaninie artystycznej państw Grupy Wyszehradzkiej[28]
  - 2015 – Zamek Bratysławski (SNM – Historical Museum) in Bratysława, Słowacja
  - 2016 – Tatra Gallery in Poprad and Prešov Region, Słowacja; Muzeum Historyczne w Bielsku-Białej, Polska
  - 2016 – Galeria Miejska w Győr, Węgry
  - 2017 – Muzeum Historyczne w Uherském Hradišti, Republika Czeska
- „Rzeczy. Przedmiot i obiekt w polskiej fotografii”[29] Miesiąc Fotografii w Krakowie
- 2. Oświęcimski Salon Sztuki – wystawa prac artystów ziemi oświęcimskiej[30], Galeria Tyle Światów, OCK, Oświęcim
- „Pusty dom” – XVII Łemkowskie Jeruzalem
- 4. Międzynarodowe Spotkania ze Sztuką, Galeria Gardzienice, Lublin
- „KONFIGURACJE. Malarstwo, Rzeźba, Rysunek”, Krakowskie Spotkania Artystyczne 2017[31], Pałac Sztuki w Krakowie

#### 2018
- „Znaki, kody, komunikaty”[32], Miejska Galeria Sztuki w Łodzi
- „PiekłoNiebo”[33], Galeria Sztuki w Legnicy, Miejska Galeria Sztuki w Łodzi

#### 2019
- „16. Międzynarodowe Triennale Tkaniny, Łódź 2019”[34], Centralne Muzeum Włókiennictwa w Łodzi
- „Nazywam się czerwień”[35] Państwowa Galeria Sztuki w Sopocie
- „Ghost Towns”, Nancy Dryfoos Gallery, Kean University, New Jersey, USA
- „Po – słowie”. XIX Łemkowskie Jeruzalem na papierze – w 110 rocznicę urodzin Bohdana Ihora Antonycza”, Galeria Ring, Legnica (udział i współkuratorstwo)